# アウト×デラックス
『アウト×デラックス』（英称：OUT×DELUXE）は、フジテレビ系列で2013年4月4日から2022年3月17日までレギュラー放送され、以後は不定期で放送されているトークバラエティ番組であり、マツコ・デラックスの冠番組。2017年10月12日から放送終了までは毎週木曜日 23:00 - 23:40（JST）に放送された。レギュラー放送が開始する前は、単発特番として5回放送された。

## 概要
歴史上に名を残す偉人達は、みな世間的に型破りである「アウトな人」だった……ということから、BAR「逢人（あうと）」を舞台にマスターの矢部と常連客のマツコが、現代にも存在する「アウトな人々」をゲストに迎え、トークを繰り広げる。
番組中、トークの所々でモーツァルト作曲の「交響曲第25番 ト短調 K. 183 (173dB)」の第1楽章がBGMに使用されている。
2013年4月4日よりレギュラー化されて、毎週木曜日 23:00 - 23:30（JST）で放送開始された。
2017年10月12日より放送時間が30分から40分へ拡大されて、毎週木曜日 23:00 - 23:40（JST）となった。
2018年4月12日には、過去最長のゴールデンタイム・プライムタイムでの2時間半スペシャル（21:00 - 23:28）が放送された。
2020年10月29日は、出演予定だった伊藤健太郎の不祥事に伴い、急遽内容を変更。放送当日の昼間に撮って出し形式で収録が行われた。
2020年12月24日は、2013年8月3日の『FNS27時間テレビ 女子力全開2013 乙女の笑顔が明日をつくる!!』以来7年振りの生放送（25日0時までの拡大版）となり、明石家さんまがゲスト出演した。矢部は直前まで『ぐるぐるナインティナイン』（日本テレビ）の「ゴチ21」最終戦に生出演していたため冒頭は中継で出演した。
2022年1月7日付のフジテレビューで、当番組が3月に放送終了することが明かされた。2022年3月17日の最終回1時間SPで9年の歴史に幕を下ろすこととなった。
その後、2022年12月30日に年末復活SPが放送されたほか、2023年3月30日、2024年1月11日と9月26日にも特別番組として放送された。

## 出演者

### 司会
- マスター：矢部浩之（ナインティナイン）
- 常連客：マツコ・デラックス
- 準常連客：山里亮太（南海キャンディーズ）

2017年末以降は主にゲストの隣に座りサブMC役（紹介・説明役）としてほぼレギュラー出演。

### 主な出演者
下記のメンバーをはじめとする一部の出演者は、単独での出演後、“アウト軍団”としてレギュラー（もしくは準レギュラー）出演していた。
- 柿沼しのぶ[注釈 1]
- 山下恵司[注釈 2]
- 栗原類
- 戦慄かなの
- 横川尚隆
- 小原ブラス
- 高橋ひとみ
- 塚田僚一（A.B.C-Z）
- ミラクルひかる
- 矢部美穂
- 矢部文子[注釈 3]
- 遠野なぎこ
- 加藤一二三
- 大鶴義丹
- アレン

ほか

### バーカウンターガール
カウンター席に毎回座っている女性。
- あべみほ[11]

初代バーカウンターガールとして放送開始〜2013年後半までショートパンツ姿で美脚・美尻を強調した体勢で出演し、「日本一の美脚」と一躍話題になった。
2016年5月26日放送回にて降板理由が男性問題だったことが発表された。
2016年11月3日放送回にゲストとして出演。騒動を謝罪し、当時愛人契約のオファーがあったことを告白した。
- 小間千代

レギュラー放送（#44）のオーディションで決定した、二代目バーカウンターガール。所属事務所とのトラブルにより、2016年5月26日放送回をもって降板（番組内では「引退」と表現されていた）した。
- 足利美弥
- 牧野紗弓（エイジアプロモーション）
- 結子

### 過去の出演者
- 淡路恵子[注 2]

番組公式サイトにて“名誉アウト”と称されている。
- 坂上忍

2017年4月からは毎週木曜の収録時間帯と『バイキング』の生放送の時間帯が被り、不定期出演を続けたが、2017年9月で降板した。
ほか

## ネット局

### レギュラー放送
| 放送対象地域  | 放送局             | 系列                          | 放送日時                     | ネット状況 | 脚注              |
| ------------- | ------------------ | ----------------------------- | ---------------------------- | ---------- | ----------------- |
| 関東広域圏    | フジテレビ         | フジテレビ系列                | 木曜 23:00 - 23:40           | 制作局     |                   |
| 北海道        | 北海道文化放送     | フジテレビ系列                | 木曜 23:00 - 23:40           | 同時ネット |                   |
| 岩手県        | 岩手めんこいテレビ | フジテレビ系列                | 木曜 23:00 - 23:40           | 同時ネット |                   |
| 宮城県        | 仙台放送           | フジテレビ系列                | 木曜 23:00 - 23:40           | 同時ネット |                   |
| 秋田県        | 秋田テレビ         | フジテレビ系列                | 木曜 23:00 - 23:40           | 同時ネット |                   |
| 山形県        | さくらんぼテレビ   | フジテレビ系列                | 木曜 23:00 - 23:40           | 同時ネット |                   |
| 福島県        | 福島テレビ         | フジテレビ系列                | 木曜 23:00 - 23:40           | 同時ネット |                   |
| 新潟県        | NST新潟総合テレビ  | フジテレビ系列                | 木曜 23:00 - 23:40           | 同時ネット |                   |
| 長野県        | 長野放送           | フジテレビ系列                | 木曜 23:00 - 23:40           | 同時ネット |                   |
| 静岡県        | テレビ静岡         | フジテレビ系列                | 木曜 23:00 - 23:40           | 同時ネット |                   |
| 富山県        | 富山テレビ         | フジテレビ系列                | 木曜 23:00 - 23:40           | 同時ネット |                   |
| 石川県        | 石川テレビ         | フジテレビ系列                | 木曜 23:00 - 23:40           | 同時ネット |                   |
| 福井県        | 福井テレビ         | フジテレビ系列                | 木曜 23:00 - 23:40           | 同時ネット |                   |
| 中京広域圏    | 東海テレビ         | フジテレビ系列                | 木曜 23:00 - 23:40           | 同時ネット |                   |
| 近畿広域圏    | 関西テレビ         | フジテレビ系列                | 木曜 23:00 - 23:40           | 同時ネット |                   |
| 鳥取県 島根県 | さんいん中央テレビ | フジテレビ系列                | 木曜 23:00 - 23:40           | 同時ネット |                   |
| 岡山県 香川県 | 岡山放送           | フジテレビ系列                | 木曜 23:00 - 23:40           | 同時ネット |                   |
| 広島県        | テレビ新広島       | フジテレビ系列                | 木曜 23:00 - 23:40           | 同時ネット |                   |
| 愛媛県        | テレビ愛媛         | フジテレビ系列                | 木曜 23:00 - 23:40           | 同時ネット |                   |
| 高知県        | 高知さんさんテレビ | フジテレビ系列                | 木曜 23:00 - 23:40           | 同時ネット |                   |
| 福岡県        | テレビ西日本       | フジテレビ系列                | 木曜 23:00 - 23:40           | 同時ネット |                   |
| 佐賀県        | サガテレビ         | フジテレビ系列                | 木曜 23:00 - 23:40           | 同時ネット |                   |
| 長崎県        | テレビ長崎         | フジテレビ系列                | 木曜 23:00 - 23:40           | 同時ネット |                   |
| 熊本県        | テレビくまもと     | フジテレビ系列                | 木曜 23:00 - 23:40           | 同時ネット |                   |
| 鹿児島県      | 鹿児島テレビ       | フジテレビ系列                | 木曜 23:00 - 23:40           | 同時ネット |                   |
| 沖縄県        | 沖縄テレビ         | フジテレビ系列                | 木曜 23:00 - 23:40           | 同時ネット |                   |
| 大分県        | テレビ大分         | 日本テレビ系列 フジテレビ系列 | 火曜 16:05 - 16:45           | 遅れネット |                   |
| 青森県        | 青森テレビ         | TBS系列                       | 木曜 0:59 - 1:39（水曜深夜） | 遅れネット | [ 注 4 ] [ 注 5 ] |
| 山口県        | テレビ山口         | TBS系列                       | 金曜 0:55 - 1:35（木曜深夜） | 遅れネット | [ 注 6 ]          |

- 初回は2013年4月4日の22:00 - 23:24に放送。
- クロスネット局であるテレビ大分・テレビ宮崎でも22:00からのスペシャル版は、いずれも22時台がフジテレビ同時ネット枠のため、同時ネットで放送された。

## スタッフ

### レギュラー放送時代
- 構成：石原健次、金森直哉、樅野太紀、横田俊介
- TP：児玉洋（フジテレビ）
- TM：高瀬義美
- SW：高田治
- CAM：吉川和彦
- VE：齋藤雄一
- AUD：森田篤
- LD：川田敦史
- 美術プロデューサー：三竹寛典（フジテレビ）
- 美術デザイン：邨山直也（フジテレビ）
- 美術進行：西嶋友里
- 大道具：柏木優輝、裏隠居徹
- 電飾：荻島彩実
- アクリル装飾：伊藤幸枝
- アートフレーム：坂脇伸吾
- 装飾：門間誠
- 植木装飾：後藤健
- メイク：山田かつら
- 編集：鈴木敬二、松丸智美、菅原葵
- MA：吉田肇、古川小百合
- 音効：大久保吉久、古川恵未
- リサーチ：野村直子（ビスポ）、木崎綾子、宇津木瞳子
- 技術協力：ニューテレス、IMAGICA、fmt
- 制作協力：ガスコイン・カンパニー、3×7、D-Craft
- 広報：佐々木順子（フジテレビ）
- TK：水越理恵
- デスク：高橋幸里
- プロデューサー：瓜生夏美（ガスコイン・カンパニー）、児玉芳郎（フジテレビ）、小林靖子（エスエスシステム）、林田直子（ガスコイン・カンパニー）、五十嵐元（フジテレビ）
- ディレクター：浦川瞬、井上真吾（ガスコイン・カンパニー）、鈴木章浩、勝部美帆（ガスコイン・カンパニー）、阿出川聡
- 監修：渡辺琢（フジテレビ）
- 演出：鈴木善貴（フジテレビ）
- チーフプロデューサー：大江菊臣（フジテレビ、2019年7月25日-、以前はプロデューサー）
- 制作：フジテレビ編成制作局制作センター第二制作室（旧バラエティ制作部→制作局第二制作センター→編成局制作センター第二制作室）
- 制作著作：フジテレビ

### 過去のスタッフ
- 構成：桜井慎一（SPのみ）
- TP：塩津英史（フジテレビ）
- CAM：岩田一己（SPのみ）、横山政照
- VE：谷古宇利勝
- LD：安藤雄郎
- 大道具：松本達也
- 電飾：斉藤誠二
- アクリル装飾：斉藤祐介、相原加奈
- 編集：一瀬将吾、石川大貴
- 扉デザイン：岩澤柾憲
- 生花装飾：荒川直史（SPのみ）
- 編成：加藤達也（フジテレビ）
- 広報：鈴木良子（SPのみ）・小中ももこ・春日由実・木場晴香（共にフジテレビ）
- デスク：若林咲子、福田有岐、梅都恵
- ディレクター：大貫翔平、石川隼・高橋正尚（フジテレビ）、楠田健太（ガスコイン・カンパニー）、土田幸江（エスエスシステム）
- プロデューサー：田中美咲（フジテレビ）
- チーフプロデューサー：亀高美智子・中嶋優一（共にフジテレビ）

### レギュラー放送終了後の復活特番
- 構成：石原健次、金森直哉、樅野太紀、横田俊介
- TP：斉藤伸介（フジテレビ）
- TM：鈴木達雄
- SW：高田治
- CAM：新美高志
- VE：齋藤雄一
- AUD：池澤昇平
- LD：川田敦史
- 美術プロデューサー：三竹寛典（フジテレビ／フジアール）
- 美術デザイン：小濱まほろ（フジテレビ／フジアール）
- 美術進行：西嶋友里（フジアール）
- 大道具：柏木優輝、裏隠居徹
- 電飾：齊藤真依
- アクリル装飾：伊藤幸枝
- 装飾︰百瀬貴弥
- メイク：山田かつら
- MA：吉田肇、古川小百合
- 編集：小林美善
- 音効：大久保吉久、古川恵未
- リサーチ：野村直子（ビスポ）、木崎綾子（ビスポ）
- 技術協力：ニユーテレス、IMAGICA、fmt
- 制作協力：ガスコイン・カンパニー、3×7、エスエスシステム
- 編成：加藤愛理（フジテレビ）
- 広報：山本太欧（フジテレビ）
- デスク：笹原愛里
- TK：水越理恵
- 営業：柳元大輝（フジテレビ）
- AD：髙木裕太郎、三井夢乃、寺本春平、山田愛乃
- ディレクター：石川隼（フジテレビ）、浦川瞬、井上真吾（ガスコイン・カンパニー）、鈴木章浩、勝部美帆（ガスコイン・カンパニー）
- AP：泉愛実
- プロデューサー：児玉芳郎（フジテレビ）、瓜生夏美・林田直子（共にガスコイン・カンパニー）、小林靖子（エスエスシステム）
- 監修：渡辺琢（フジテレビ）
- チーフプロデューサー：五十嵐元（フジテレビ）
- 演出：鈴木善貴（フジテレビ）
- 制作：フジテレビ編成総局バラエティ制作局バラエティー制作センター（2024年6月までは編成制作局）
- 制作著作：フジテレビ

#### 過去のスタッフ
- TP：馬塲義土（フジテレビ）
- CAM：吉川和彦
- AUD：森田篤
- LD：大場佳祐
- 電飾：荻島彩実
- 装飾：門間誠
- 編集：鈴木敬二
- リサーチ：宇津木瞳子
- 制作協力：D-Craft
- 営業：門脇寛至（フジテレビ）
- デスク：藤田ゆきの
- AD：赤岩彩花（ガスコイン・カンパニー）、池田梨乃、岸本渉、村田美月、三輪果子
- 制作統括：中嶋優一・北口富紀子（フジテレビ）